# Prêmio Erwin Ortner
O Prêmio Erwin Ortner para a Promoção da Música Coral (“Prêmio do Fundo Erwin Ortner para a Promoção da Música Coral”) é concedido anualmente, desde 1988, a jovens regentes e compositores corais. O prémio tem o nome de Erwin Ortner (Viena, 1947) e atualmente é dotado com 3.000 euros. O fundo é financiado exclusivamente por doações privadas.

## Premiados
- 1988 Alois Glaßner
- 1989 ORFEO - Eine Reihe vokaler Ereignisse (Graz)
- 1990 Ingrun Fußenegger
- 1991 Wolfgang Mayrhofer
- 1992 Ottokar Prochazka
- 1993 Oskar Egle
- 1994 Wolfgang Sauseng
- 1995 Siegfried Portugaller
- 1996 Johannes Hiemetsberger
- 1997 Norbert Matsch
- 1998 Claudia Kettenbach
- 1999 Martin Lindenthal
- 2000 Markus Obereder
- 2001 Herwig Reiter
- 2002 Jordi Casals
- 2003 Michael Grohotolsky
- 2004 Norbert Brandauer
- 2005 Martin Fuchsberger
- 2006 Michal Kucharko
- 2007 NANO-Kinderchorschule, Sibel Urbancic
- 2008 Styria-Cantat, Gertrud Zwicker
- 2009 Chorszene Niederösterreich
- 2010 Moritz Guttmann
- 2011 Andreas Peterl
- 2012 Oliver Stech
- 2013 Bomi Kim
- 2014 Elena Mitrevska
- 2015 Stefan Foidl
- 2016 Luiz de Godoy[1]
- 2017 Roger Díaz-Cajamarca[2]